# Синельников, Александр Борисович
Александр Борисович Синельников (род. 14 сентября 1953, Москва) — российский демограф и социолог, специалист по вопросам семьи, специалист по демографии и истории евреев, публицист.

## Биография
Окончил Московский экономико-статистический институт, кандидат экономических наук (1981), доктор социологических наук (2015).
Место работы и должность: заместитель заведующего кафедрой социологии семьи социологического факультета МГУ по учебной работе, доцент. Был членом Экспертного совета по семейному и социальному праву Комитета Государственной Думы РФ по вопросам семьи, женщин и детей и членом общества «Еврейское наследие».
Круг научных интересов: рождаемость, браки и разводы, отношения между поколениями в семье, историческая демография (в частности, проблемы майората), демографические аспекты ассимиляции евреев в СССР. Является автором оригинальной методики определения потенциала брачности и степени его реализации.